# Kadri Cakrani
Kadri bej Cakrani (ur. 1903 w Cakranie, zm. 1972) – albański żołnierz, jeden z przywódców Balli Kombëtar.

## Życiorys
Ukończył studia na Uniwersytecie Wiedeńskim. Podczas II wojny światowej był jednym z dowódców oddziałów Balli Kombëtar i działał w regionie Beratu, gdzie po kapitulacji Włoch ratował Żydów zamieszkujących to miasto oraz od września do grudnia 1943 uratował życie dla 7,5 tys. włoskich żołnierzy, biorąc ich za jeńców.
We wrześniu 1944 wraz z innymi dowódcami Balli Kombëtar wypłynął do Włoch na łodzi należącej do Abwehry. Z powodu działalności w Balli Kombëtar władze komunistyczne ubiegały się o wydanie go przez Aliantów.
W sierpniu 1948 roku wysłał do amerykańskich władz list, w którym opisał brutalne traktowanie Albańczyków przez powojenne włoskie władze oraz przedstawił swoje obawy, że włoskie władze mogą dojść do porozumienia z komunistycznym rządem Envera Hodży; poprosił również o interwencję oraz przetransportowanie Albańczyków do Syrii.

## Nagrody
Za działalność podczas II wojny światowej otrzymał tytuł beja oraz odznaczenie.